# ジョゼフ・ド・ギーニュ
ジョゼフ・ド・ギーニュ（Joseph de Guignes、1721年10月19日 - 1800年3月19日）は、フランスの東洋史学者。

## 略歴
1721年、ギーニュはポントワーズで生まれた。エチエンヌ・フルモンに学び、1745年にフルモンが没すると、そのあとをついで王室図書館の東洋語の書記・翻訳者として働いた。1752年にロンドンの王立協会、1754年にフランスの碑文アカデミーの会員として認められた。1757年にはコレージュ・ド・フランスのシリア語教授に任命された。
子のクレチアン＝ルイ＝ジョゼフ・ド・ギーニュ (Chrétien-Louis-Joseph de Guignes) も中国学者で、オランダ大使イサーク・ティチングの通訳として北京を訪れ、また『中仏羅辞典』を編纂した。

## 主要な著作
ギーニュは中国史書と欧州の歴史文献を照らし合わせ、「フン族＝匈奴説」、「柔然＝アヴァール説」などを提唱したことで知られる。
- Mémoire historique sur l’origine des Huns et des Turcs. (1748)
- Histoire générale des Huns, des Turcs, des Mongols, et des autres Tartares occidentaux, &c. (1756-1758) (第1部第2巻 第2部 第3部 第4部)

ギーニュが中国を古代エジプトの植民地だと主張したことは当時の学会に賛否両論を生んだ。ギーニュは漢字がエジプトのヒエログリフから出たと主張した。
- Mémoire dans lequel on prouve, que les Chinois sont une colonie égyptienne. (1759)